# Rede nomológica
Uma rede nomológica é uma representação dos conceitos (construtos) de interesse em um estudo, suas manifestações observáveis e as inter-relações entre eles. O termo "nomológico" deriva do grego, que significa "regrado", ou em termos de filosofia da ciência, "semelhante à uma lei". Foi a visão de Cronbach e Meehl da validade de construto que, para fornecer evidências de que uma medida tem validade de construto, uma rede nomológica deve ser desenvolvida para sua medida. 
Os elementos necessários de uma rede nomológica são:
- Pelo menos dois construtos;
- Uma ou mais proposições teóricas, especificando ligações entre construtos, por exemplo: "À medida que a idade aumenta, a perda de memória aumenta".
- Regras de correspondência, permitindo que cada construto seja medido empiricamente. Diz-se que tal regra "operacionaliza" o construto, como por exemplo na operacionalização: "Idade" é medida perguntando "quantos anos você tem?"
- As ligações empíricas representam hipóteses antes da coleta de dados, generalizações empíricas após a coleta de dados.

A evidência baseada na validade nomológica corresponde ao grau de consistência das relações entre um construto e os demais dentro de um sistema de construtos relacionados (a rede nomológica).